# Pucelle (bande dessinée)
Pour les articles homonymes, voir Pucelle.
Pucelle est une série de bande dessinée française créée par Florence Dupré la Tour, publiée par Dargaud à partir de 2020 et comptant deux volumes en 2022.

## Thématiques
Pucelle est une bande dessinée autobiographique de Florence Dupré la Tour qui fait suite à Cruelle. Dans le premier volume, Débutante, sorti le 15 mai 2020, elle relate son enfance entre Argentine, France et Guadeloupe, élevée de manière stricte par ses parents : « culturellement, ils ont vécu dans une époque où tout cela était extrêmement tabou. Pour mes grands-parents, il était absolument hors de question de parler de sexualité à leurs enfants. Leur silence s'est transmis ». L'autrice insiste cependant pour différencier sa personne de son personnage : « tout ce qui est raconté dans l'album est à 100% vrai, mais rien n'est réel ».

« J'utilise un traitement caricatural des expressions des personnages, mais pour moi c'est une façon réaliste de raconter ces émotions, qui sont très, très fortes. Si je devais être sincère dans la traduction visuelle de ce que j’ai vécu, ce serait très différent: je n'avais aucune émotion, ou alors très, très peu. »

BFM TV relie le titre et de « son héroïne qui grandit emprisonnée dans une grande demeure perdue dans les bois » avec le genre du conte : « l'album en possède parfois le ton, tout étant une tragi-comédie. Florence Dupré La Tour porte un regard ironique sur la naissance d'un « imaginaire qui va être angoissant et anxiogène », symbolisé par le « pulsar », le trou noir, l'inquiétude qui mine la petite Florence ». Selon l'autrice, le rose qui domine dans l'œuvre symbolise à la fois « le sang, la chair, les règles » : « le rapport au sang est constant dans la vie d’une femme, mais en réalité ce dont je parle est le rapport à la douleur et son apprentissage. Cette éducation à la douleur commence quand on est petite ».
Dans le second volume, Confirmée, sorti le 21 mai 2021, l'autrice relate son adolescence à Lyon, « entre les règles édictées par une mère en train de basculer dans l’intégrisme religieux, et les douleurs menstruelles de plus en plus présentes ». Avec Pucelle, Dupré la Tour souhaite « nommer les violences subies par les femmes depuis toujours », ce qui n'était pas souvent fait à l'époque de son adolescence, dans les années 1990-2000 : son personnage, qui doit « exprimer ces choses-là d'une manière ou d'une autre va trouver un moyen, le dessin, un langage non-verbal. Le bon langage en réalité ».

## Albums
- 1 Débutante, Dargaud,  (ISBN 978-2-205-07649-3), 15 mai 2020
Scénario, dessin et couleurs : Florence Dupré la Tour
- 2 Confirmée, Dargaud,  (ISBN 978-2-205-08920-2), 21 mai 2021
Scénario, dessin et couleurs : Florence Dupré la Tour

## Distinctions
Le tome 1, Débutante, remporte le Prix de la bande dessinée du premier prix littéraire des Inrocks et est nommé en sélection officielle du festival d'Angoulême 2021. Le tome 2, Confirmée, est nommé en sélection officielle du festival d'Angoulême 2022.